# Лигилья Уругвая 1995
Сезон футбольной Лигильи Пре-Либертадорес Уругвая 1995 года. В розыгрыше участвовали лучшие клубы Примеры того же года, а также чемпион и вице-чемпион Копа Эль Паис 1995 года «CR Поронгос» (Тринидад) и «Фронтера Ривера Чико» (Ривера).. Чемпион и вице-чемпион квалифицировались в Кубок Либертадорес 1996, а 3-й и лучший из любительских клубы — в Кубок КОНМЕБОЛ 1996.

## Таблица
| № | Клуб                 | И | В | Н | П | Заб | Проп | Очки |
| 1 | Ливерпуль            | 7 | 5 | 1 | 1 | 17  | 10   | 16   |
| 2 | Дефенсор Спортинг    | 7 | 5 | 1 | 1 | 16  | 10   | 16   |
| 3 | Пеньяроль            | 7 | 4 | 1 | 2 | 10  | 7    | 13   |
| 4 | Насьональ            | 7 | 3 | 1 | 3 | 19  | 9    | 10   |
| 5 | Ривер Плейт          | 7 | 2 | 2 | 3 | 9   | 9    | 8    |
| 6 | CR Поронгос          | 7 | 1 | 4 | 2 | 7   | 12   | 7    |
| 7 | Уондерерс            | 7 | 1 | 1 | 5 | 8   | 16   | 4    |
| 8 | Фронтера Ривера Чико | 7 | 1 | 1 | 5 | 9   | 22   | 4    |

## Матчи

### Тур 1
Ливерпуль 2-0 Уондерерс
Насьональ 0-2 Дефенсор
Ривер Плейт 0-2 Фронтера Ривера
Пеньяроль 0-0 Поронгос

### Тур 2
Уондерерс 1-4 Ривер Плейт
Поронгос 1-5 Насьональ
Дефенсор 4-2 Фронтера Ривера
Ливерпуль 2-1 Пеньяроль

### Тур 3
Ривер Плейт 2-1 Дефенсор
Пеньяроль 3-2 Уондерерс
Поронгос 1-1 Ливерпуль
Фронтера Ривера 1-8 Насьональ

### Тур 4
Дефенсор 3-2 Ливерпуль
Пеньяроль 2-0 Фронтера Ривера
Уондерерс 2-0 Поронгос
Насьональ 0-0 Ривер Плейт

### Тур 5
Фронтера Ривера 2-2 Уондерерс
Ливерпуль 4-3 Насьональ
Поронгос 2-2 Дефенсор
Ривер Плейт 1-2 Пеньяроль

### Тур 6
Ривер Плейт 1-2 Ливерпуль
Уондерерс 1-2 Дефенсор
Фронтера Ривера 1-2 Поронгос
Насьональ 0-1 Пеньяроль

### Тур 7
Поронгос 1-1 Ривер Плейт
Дефенсор 2-1 Пеньяроль
Ливерпуль 4-1 Фронтера Ривера
Уондерерс 0-3 Насьональ

### Матч за 1-е место
Дефенсор 1-0 Ливерпуль

### Матч за 2-е место
Пеньяроль 1-0 Ливерпуль